# 1374 Isora
Az 1374 Isora (ideiglenes jelöléssel 1935 UA) egy marsközeli kisbolygó. Eugène Joseph Delporte fedezte fel 1935. október 21-én.